# Namak
Namak (ou Namak-ri) é uma aldeia de Samhyang-myeon e uma parte do condado de Muan, Jeolla do Sul, Coreia do Sul.